# Pentti Kahma
Pentti Kahma (Pentti Aatos Kahma; * 3. Dezember 1943 in Alavieska) ist ein ehemaliger finnischer Diskuswerfer.
Nachdem er 1969 in der Qualifikation bei den Europameisterschaften 1969 in Athen ausgeschieden war, erreichte er vor heimischem Publikum bei den Europameisterschaften 1971 in Helsinki erstmals ein großes Finale. Er wurde Sechster mit 60,64 m und hatte nur 98 Zentimeter Rückstand auf den zweitplatzierten Lothar Milde. Im Jahr darauf wurde er bei den Olympischen Spielen 1972 in München mit 59,66 m Neunter.
Seinen größten Erfolg feierte Kahma bei den Europameisterschaften 1974 in Rom. Mit 63,62 m besiegte er den Titelverteidiger und amtierenden Olympiasieger Ludvík Daněk mit 62,76 m und den Mitinhaber des Weltrekords Ricky Bruch mit 62,00 m und gewann als bis heute einziger Finne den Europameistertitel im Diskuswurf.
Bei den Olympischen Spielen 1976 in Montreal wurde er mit 63,12 m Sechster.
Siebenmal wurde er Finnischer Meister (1970, 1971, 1973–1976, 1978). Seine persönliche Bestleistung von 66,82 m stellte er am 24. Mai 1975 in Modesto auf.
Bei einer Körpergröße von 1,88 m betrug sein Wettkampfgewicht 112 kg. Sein älterer Bruder Markus Kahma war als Zehnkämpfer erfolgreich.